# Sint-Pieterskerk (Meregem)

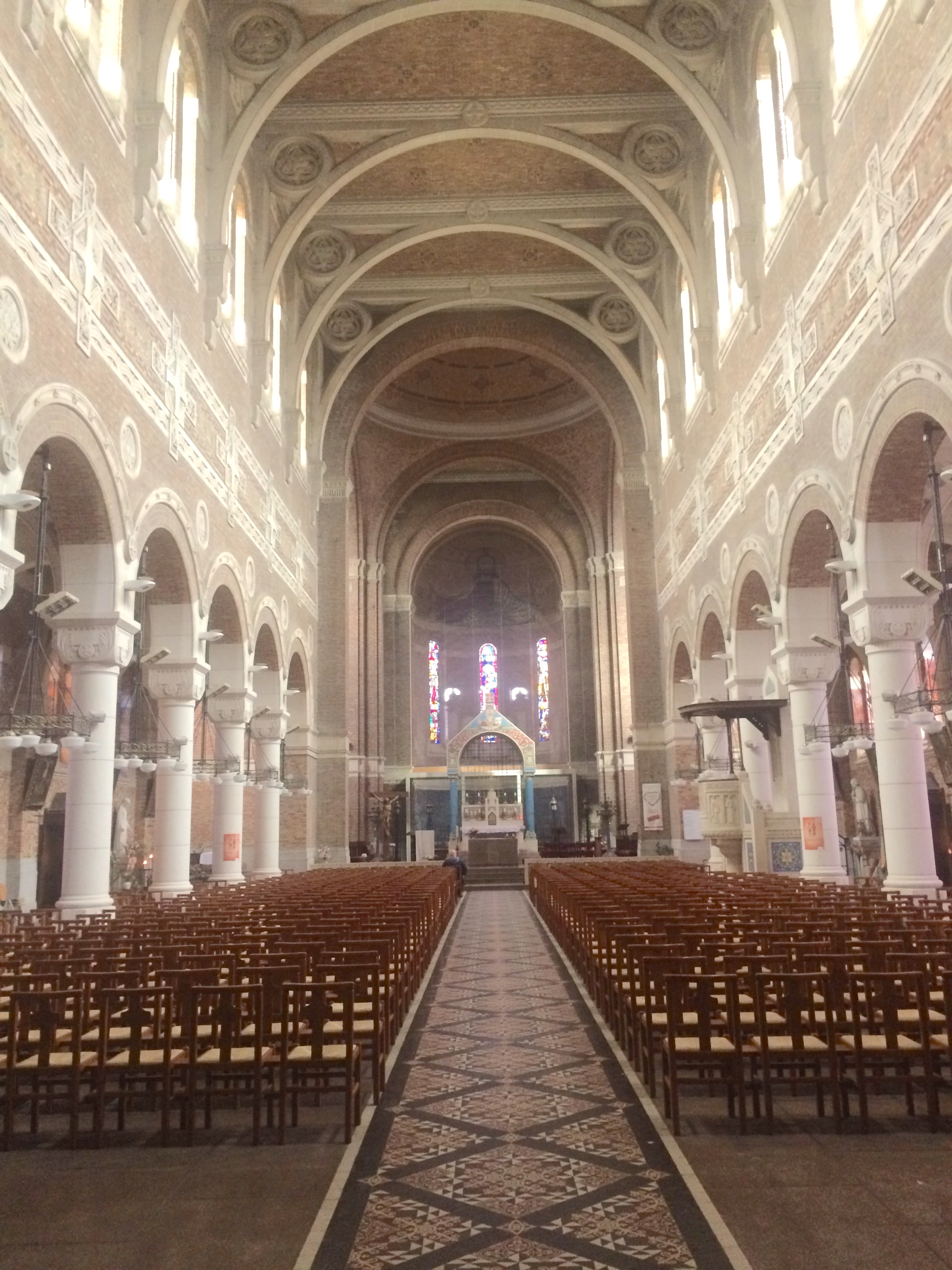
Interieur

De Sint-Pieterskerk (Frans: Église Saint-Pierre) is de parochiekerk van de gemeente Meregem, gelegen aan het Place Bruël, in het Franse Noorderdepartement.
De kerk werd vernietigd tijdens de Eerste Wereldoorlog en daarna herbouwd in neo-byzantijnse stijl naar ontwerp van Louis Marie Cordonnier. De voorgevel wordt geflankeerd door twee torens.
In de kerk zijn fraaie mozaïeken, er is een preekstoel met dubbele trap, een neoromaans doopvont, een piëta die een kopie is van de piëta van Gian Lorenzo Bernini, glas-in-loodramen van na de Eerste Wereldoorlog, en kruiswegstaties van 1892-1893 door Pierre de Conincq.